# 乡城百合
乡城百合（学名：Lilium xanthellum）为百合科百合属下的一个种。

## 扩展阅读
- 維基物種上的相關：乡城百合